# У всьому винен Ріо
«У всьому винен Ріо» («Blame It on Rio») — американська кінокомедія 1984 року, знята Стенлі Доненом, з Майклом Кейном у головній ролі.

## Сюжет
Рімейк французького фільму «Цей незручний момент». Чоловік середнього віку (чудова роль Кейна) їде з другом (Болонья), зі своєю і його дочкою відпочивати в Ріо, де закохується в неповнолітню подругу (Джонсон) своєї дочки, яка його спокусила. Переплетіння комічних ситуацій відбувається на тлі сліпучої екзотики Ріо і під веселу музику.

## У ролях
- Майкл Кейн — Меттью Холлінс
- Джозеф Болонья — Віктор Лайонс
- Велері Харпер — Карен Холлінс
- Мішель Джонсон — Дженніфер Лайонс
- Демі Мур — Ніккі, Ніколь Холліс
- Жозе Левгой — Едуардо Маркус
- Лупі Джільотті — Сеньйора Ботега
- Марія Хелена Веласку — епізод
- Зені Перейра — епізод
- Едуардо Конде — епізод
- Нелсон Дантас — епізод
- Віктор Хайм — епізод
- Ромуло Арантес — епізод

## Знімальна група
- Режисер — Стенлі Донен
- Сценаристи — Чарлі Пітерс, Ларрі Гелбарт, Клод Беррі
- Оператор — Рейнальдо Вільялобос
- Композитор — Кеннет Уоннберг
- Продюсери — Стенлі Донен, Ларрі Гелбарт, Роберт Е. Реліа